# Nelly Adamson-Landry
Nelly Landry (ur. 28 grudnia 1916 w Brugii, zm. 22 lutego 2010) – tenisistka pochodząca z Belgii, po zamążpójściu i przyjęciu podwójnego nazwiska Adamson-Landry reprezentująca barwy Francji.
To właśnie dla Francji zdobyła międzynarodowe mistrzostwo tego kraju w 1948 roku, pokonując w finale Shirley Fry 6:2, 0:6, 6:0. W 1938 i 1949 roku została finalistką tego turnieju, ulegając odpowiednio Simonne Mathieu i Margaret Osborne DuPont. W 1938 roku grała również w finale gry podwójnej French Open, razem z Arlette Harff. W finale francuski duet uległ Simonne Mathieu i Billie Yorke 3:6, 3:6. W innych turniejach wielkoszlemowych jej największym sukcesem jest ćwierćfinał Wimbledonu w 1948 roku.